# نامه عاشقانه (فیلم ۱۹۷۵)
«نامه عاشقانه» (انگلیسی: Love Letter (1975 film)) یک فیلم است که در سال ۱۹۷۵ منتشر شد.